# Sonchus regis-jubae
Sonchus regis-jubae là một loài thực vật có hoa trong họ Cúc. Loài này được Pit. miêu tả khoa học đầu tiên.